# Mat Zo
Mat Zo, pseudoniem van Matan Zohar (Londen, 30 april 1990), is een Engelse producent, componist en dj in de elektronische muziek.
Onder het pseudoniem MRSA maakt hij tevens drum-'n-bassmuziek. Op 5 november 2013 bracht Zohar zijn debuutalbum Damage Control uit onder het platenlabel Anjunabeats. Op 25 maart 2016 volgde zijn tweede album Self Assemble, uitgebracht onder zijn eigen platenlabel Mad Zoo.

## Biografie
Matan Zohar werd opgevoed door zijn moeder, een beroepsvioliste. Op achtjarige leeftijd leerde hij gitaarspelen. Tot zijn elfde woonde hij in Cleveland in de Verenigde Staten. Daarna keerde hij terug naar Londen, waar hij als drummer en bassist van respectievelijk een jazz- en rockband ging spelen. Zohar raakte echter geïnteresseerd in muziekartiesten als Daft Punk en The Chemical Brothers en zijn muziekbelangstelling verschoof naar die van de elektronische dansmuziek en dj'en. Na drie jaar wonen en produceren in Londen begon zijn muziek de aandacht te trekken van andere dj's, zoals Airwave, Andy Moor en Markus Schulz. In de DJ Mag Top 100 van het Britse blad DJ Mag stond Mat Zo in 2010 op nummer 66. 
In 2009 sloot Zohar een contract met het trancelabel Anjunabeats, waar veel van zijn platen zijn uitgebracht.

## Discografie

### Albums
| Album met eventuele hitnotering(en) in de Nederlandse Album Top 100 | Datum van verschijnen | Datum van binnenkomst | Hoogste positie | Aantal weken | Opmerkingen |
| ------------------------------------------------------------------- | --------------------- | --------------------- | --------------- | ------------ | ----------- |
| Damage Control                                                      | 05-11-2013            | -                     | -               | -            |             |
| Self Assemble                                                       | 25-04-2016            | -                     | -               | -            |             |

- International Standard Name Identifier: 0000 0004 0901 0993
- Library of Congress Control Number: n2014030360
- MusicBrainz: c0fe9d3b-526c-491e-9814-a81571ebf2e5
- Virtual International Authority File: 302287059
- WorldCat: E39PBJhd6Jv7yWGmTJmf6pcXVC